# Estadi Geoffroy-Guichard
L'estadi Geoffroy-Guichard, conegut amb el sobrenom le Chaudron, és un estadi de futbol situat a la ciutat de Saint-Étienne, a França. És la seu actual de l'Association Sportive de Saint-Etienne Loire de la primera divisió francesa. La seva inauguració va ser el 13 de setembre de 1931, i la seva actual capacitat és per a 42.000 persones.
L'estadi deu el seu nom a Geoffroy Guichard, propietari dels terrenys on va ser construït l'estadi, i director de la societat Casino a l'origen del club. Les quatre tribunes que componen l'estadi es diuen Charles Paret, Jean Snella, Pierre Faurand i Henri Point.
Va ser una de les seus de la Copa del Món de Futbol 1998 i en ell es van disputar quatre partits de la primera fase i un de vuitens de final.